# La Voie des lucioles
La Voie des lucioles est un diptyque de science-fiction co-écrit par Fabrice Drouzy et Christophe Pauly.
Le premier roman s'appelle Milla (2004) et le second Néva (2006).

## Milla
Au XXIIIe siècle, une météorite (nommée « Nessie » par les scientifiques) percute la Terre et anéantit la quasi-totalité des habitations qui se trouvent à la surface. L'élite des nations est rapatriée sous terre pour échapper aux conditions de vie post-apocalyptiques de la surface.
Pour Milla, le futur semble tout tracé en cette aube du XXIVe siècle : un poste de biophysicienne dans un bon laboratoire, un petit appartement à partager avec une copine, quelques virées nocturnes avec des amis… Bref, une vie tranquille et protégée, loin des vents empoisonnés qui balaient la surface, à des millions de kilomètres des révolutions mystiques qui secouent la Lune ou des mutineries sanglantes sur les stations orbitales. À des années-lumière en tout cas de tous ces « parias » qui vivent encore à l'extérieur, hors des cités enterrées. 
Milla est amenée à trouver dans Nessie des traces, plus que probantes, d'une intelligence extraterrestre. En effet, elle y découvre notamment les plans d'un vaisseau spatial. Après de nombreuses péripéties, celui-ci est construit et, par un effet du sort, l'équipage qui embarque à son bord pour représenter l'humanité auprès des extraterrestres est composé de Milla, de Grim le militaire ainsi que d'Alas et de ses compagnons (des gamins de la surface dont la bande était crainte de tous). C'est ce groupe peu orthodoxe qui part à la conquête de l'univers (au grand dam des autorités terrestres) vers Néva, la mystérieuse planète blanche…

## Néva
Les Mooniens, secte d'habitants de la Lune, tentent de faire leur propre exil avec le même but, mais à bord d'un vaisseau insalubre monté de bric et de broc. Peu après leur départ, leur vaisseau commence à s'émietter et ils sont obligés d'accoster sur un astéroïde de la ceinture de Jupiter[Quoi ?] pour faire faire des réparations sur une station spatiale oubliée de l'ancienne Terre. C'est de là que tout partira pour certains d'entre eux, et que tout finira pour les autres…
Embarquée sous forme d’intelligence artificielle désincarnée dans le vaisseau extraterrestre, Milla, accompagnée d’une bande de gamins désorientés, d’un vieux militaire et d’un robot défectueux, quitte la Terre pour partir à la recherche de la planète des Lucioles, poursuivie par les Mooniens. Un voyage à travers le système solaire et la Galaxie jusqu’à Néva, le monde glacé où l’aventure trouvera son terme…